# Nagrota Bagwan
Nagrota Bagwan è una suddivisione dell'India, classificata come nagar panchayat, di 5.655 abitanti, situata nel distretto di Kangra, nello stato federato dell'Himachal Pradesh. In base al numero di abitanti la città rientra nella classe V (da 5.000 a 9.999 persone).

## Geografia fisica
La città è situata a 32° 06' 18 N e 76° 22' 36 E.

## Società

### Evoluzione demografica
Al censimento del 2001 la popolazione di Nagrota Bagwan assommava a 5.655 persone, delle quali 2.882 maschi e 2.773 femmine. I bambini di età inferiore o uguale ai sei anni assommavano a 595, dei quali 318 maschi e 277 femmine. Infine, coloro che erano in grado di saper almeno leggere e scrivere erano 4.457, dei quali 2.340 maschi e 2.117 femmine.